# أوسكار رودريغيز (لاعب كرة قدم)
أوسكار رودريغيز (بالإسبانية: Óscar Rodríguez Antequera) هو لاعب كرة قدم إسباني في مركز الدفاع، ولد في 17 أبريل 1980 في إشبيلية في إسبانيا. لعب مع إيسيخا بالومبيي وبوليديبورتيفو إيخيذو وراسينغ كلوب بورتوينسي وريال بلد الوليد ونادي إشبيلية ونادي كارتاخينا.

## وصلات خارجية
- أوسكار رودريغيز (لاعب كرة قدم) على موقع قاعدة بيانات كرة القدم.إي يو (الإنجليزية)
- أوسكار رودريغيز (لاعب كرة قدم) على موقع Soccerway.com (الإنجليزية)
- أوسكار رودريغيز (لاعب كرة قدم) على موقع AS.com (الإسبانية)